# ويل روبنسون
ويل روبنسون (بالإنجليزية: Will Robinson)‏ هو لاعب دوري الرغبي أسترالي، ولد في 20 فبراير 1971 في كونابرابران ‏ في أستراليا.